# Somain
 Somain ist eine französische Stadt mit 11.902 Einwohnern (Stand 1. Januar 2022) im Département Nord in der Region Hauts-de-France. Sie gehört zum Arrondissement Douai und ist Mitglied im Gemeindeverband Communauté d’agglomération Cœur d’Ostrevent. Die Einwohner werden Somainois und Somainoises genannt.
1947 wurde die Nachbargemeinde Villers-Campeau eingemeindet.

## Geografie
Die Stadt Somain liegt im Nordfranzösischen Kohlerevier auf halbem Weg zwischen den Städten Douai im Westen und Valenciennes im Osten. Nachbargemeinden von Somain sind Marchiennes und Rieulay im Norden, Fenain im Osten, Abscon im Südosten, Bouchain im Süden, Aniche im Südwesten und Bruille-lez-Marchiennes im Westen.

## Bevölkerungsentwicklung
| Jahr      | 1962   | 1968   | 1975   | 1982   | 1990   | 1999   | 2011   | 2021   |
| Einwohner | 15.228 | 15.261 | 14.096 | 12.620 | 11.971 | 12.005 | 12.462 | 11.790 |

## Früherer Bergbau
An die lange Steinkohlebergbau-Tradition erinnern heute noch die Bergarbeitersiedlungen Cité de Sessevalle, Cité du Chauffour (teilweise) und Cité de la fosse Casimir Périer sowie zahlreiche Abraumhalden, die teilweise abgetragen oder rekultiviert wurden.

Bergbautradition
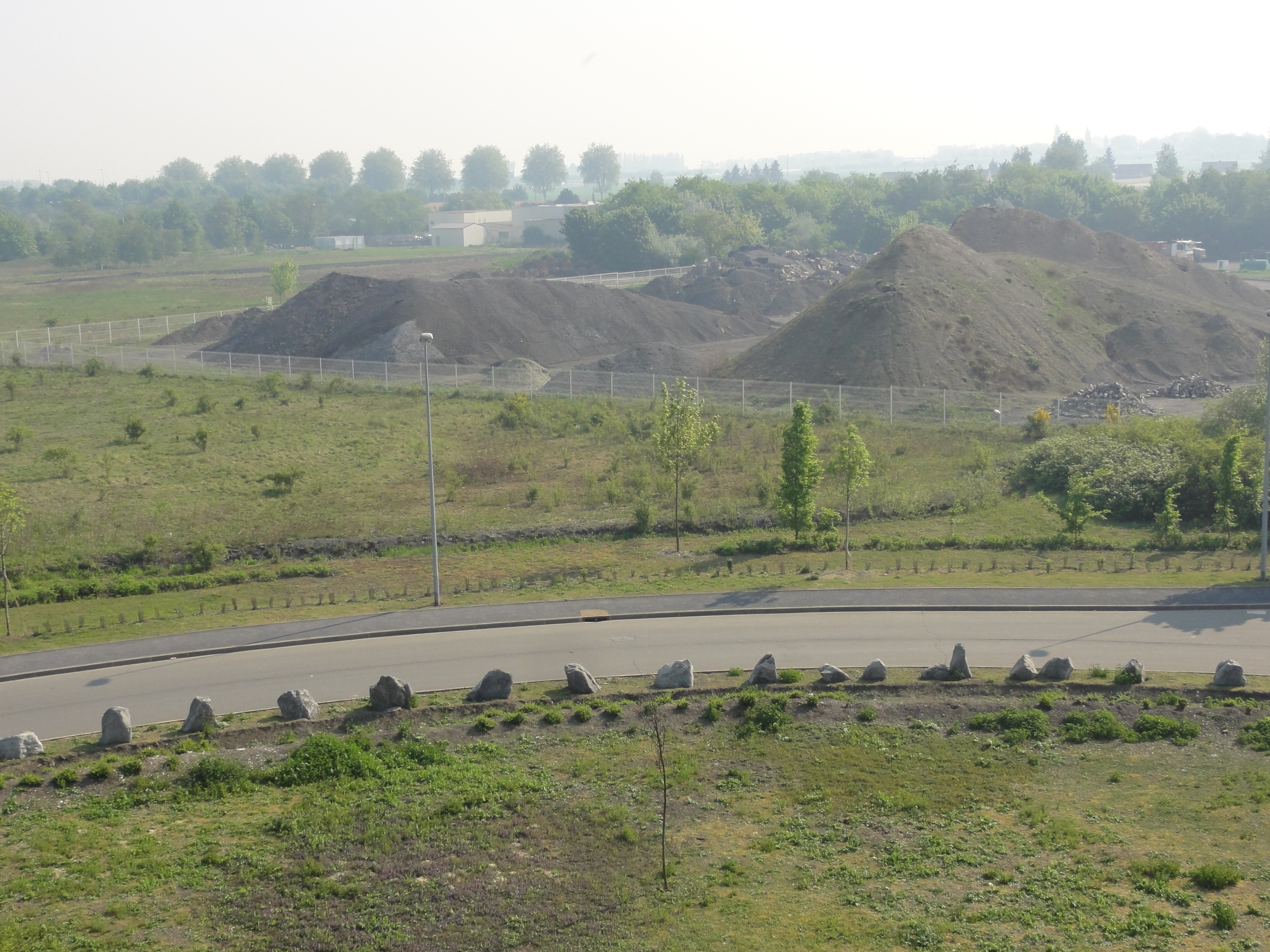
Abraumhalden an der ehemaligen Zeche Nr. 126
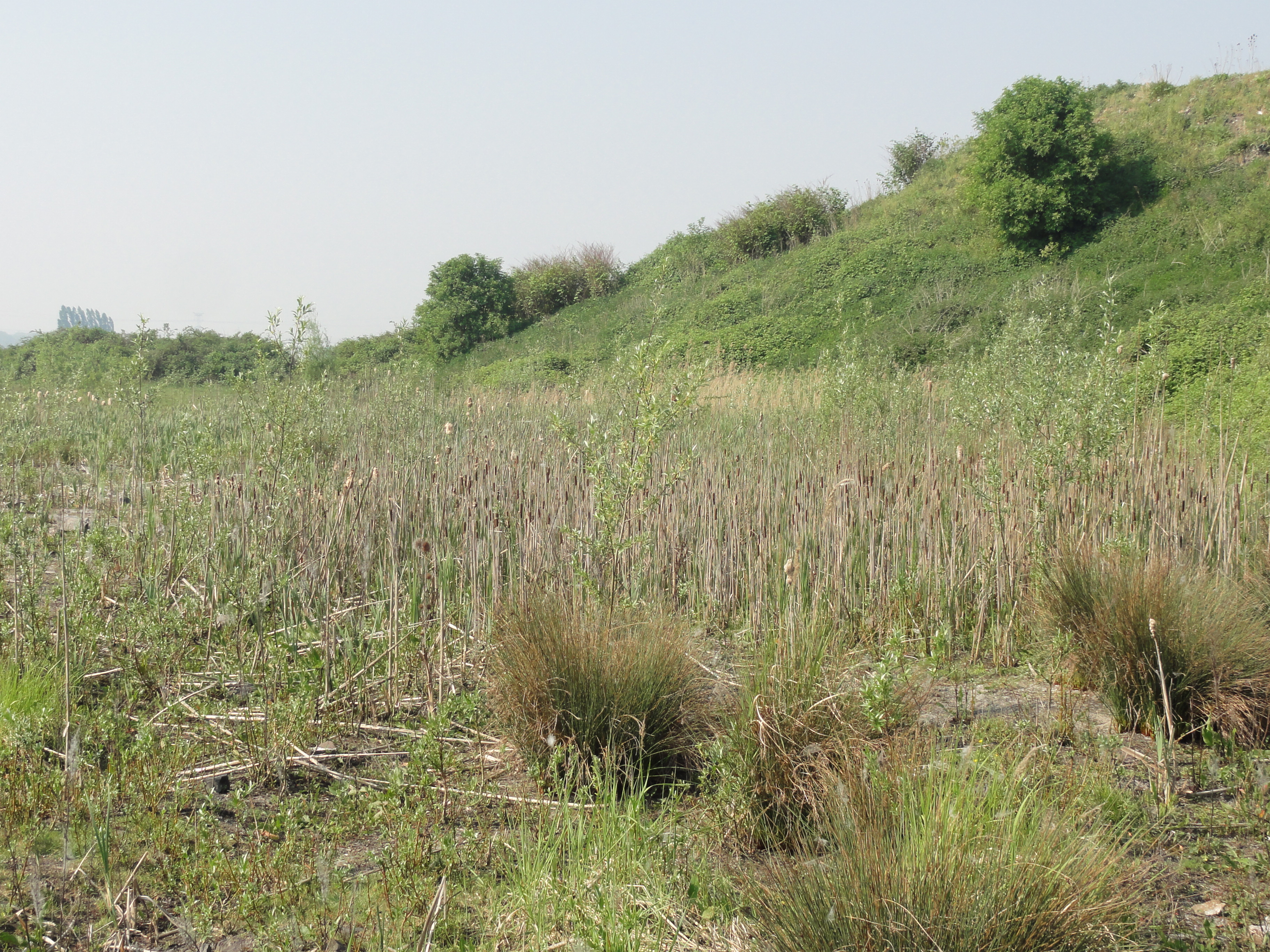
Überwachsene Abraumhalde der ehemaligen Zeche Casimir Périer Ouest (Nr. 147)
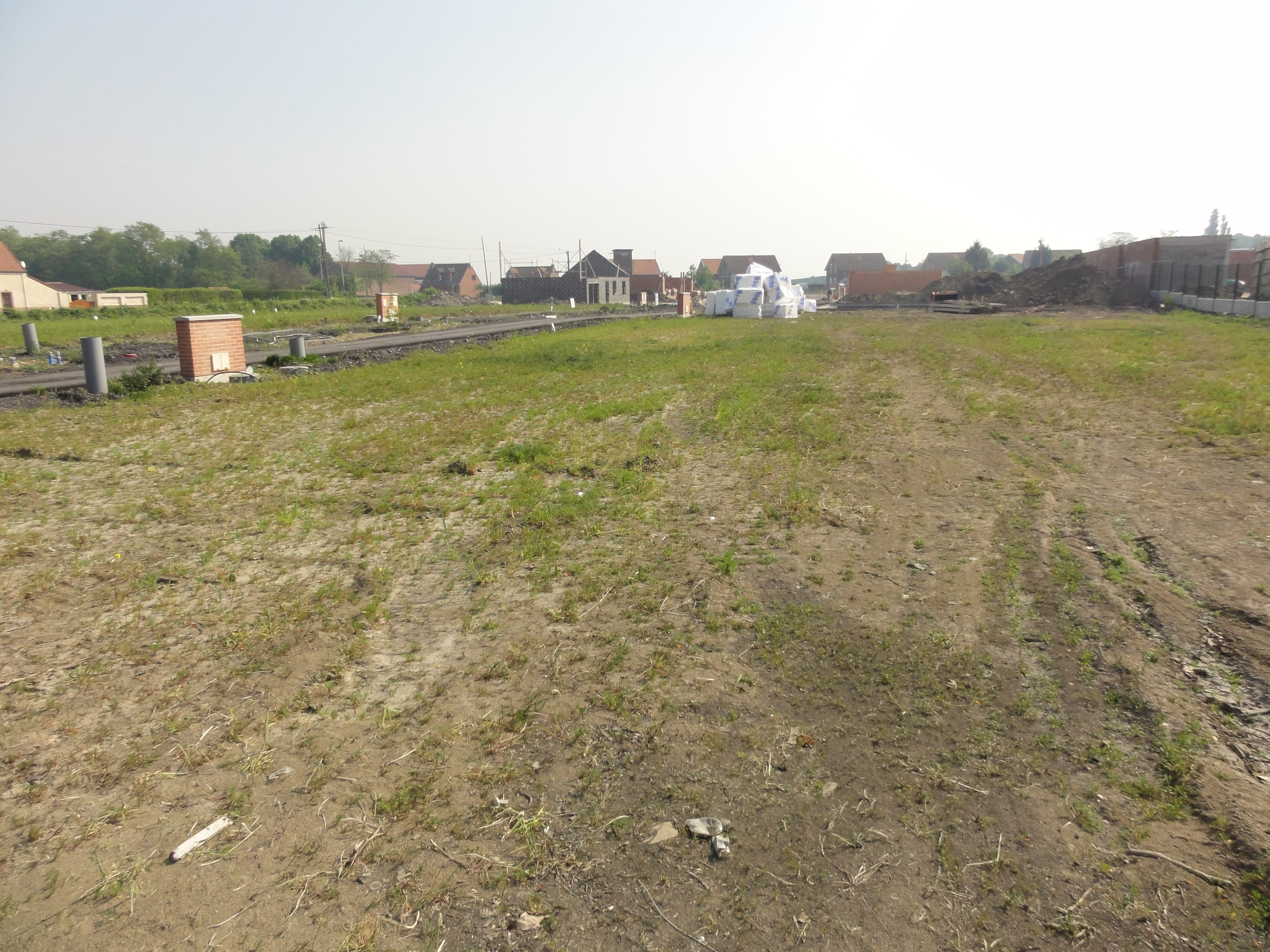
Abgetragene Abraumhalde der ehemaligen Zeche Casimir Périer Est (Nr. 148)
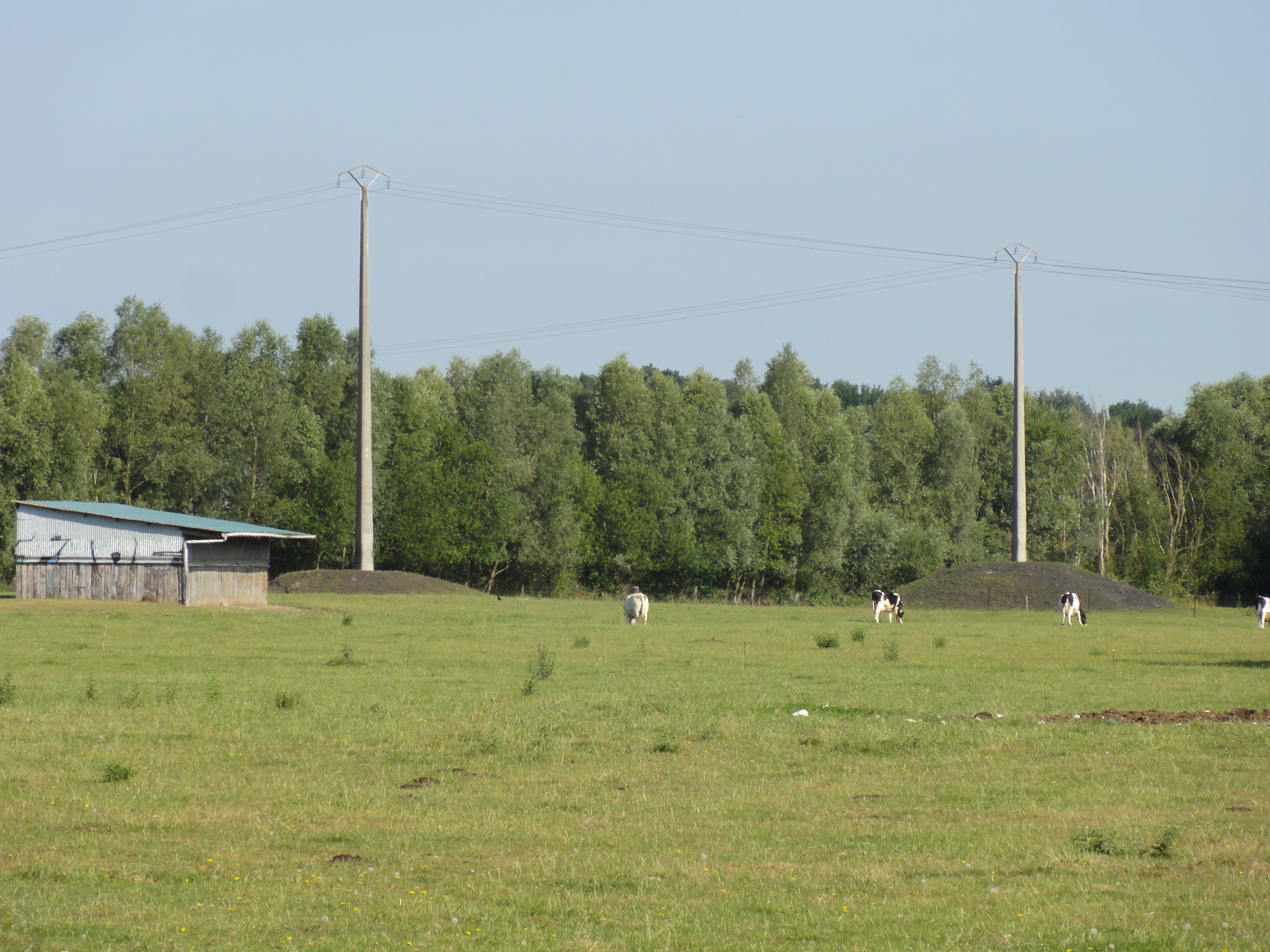
Rekultivierte Abraumhalde der ehemaligen Zeche Cavalier
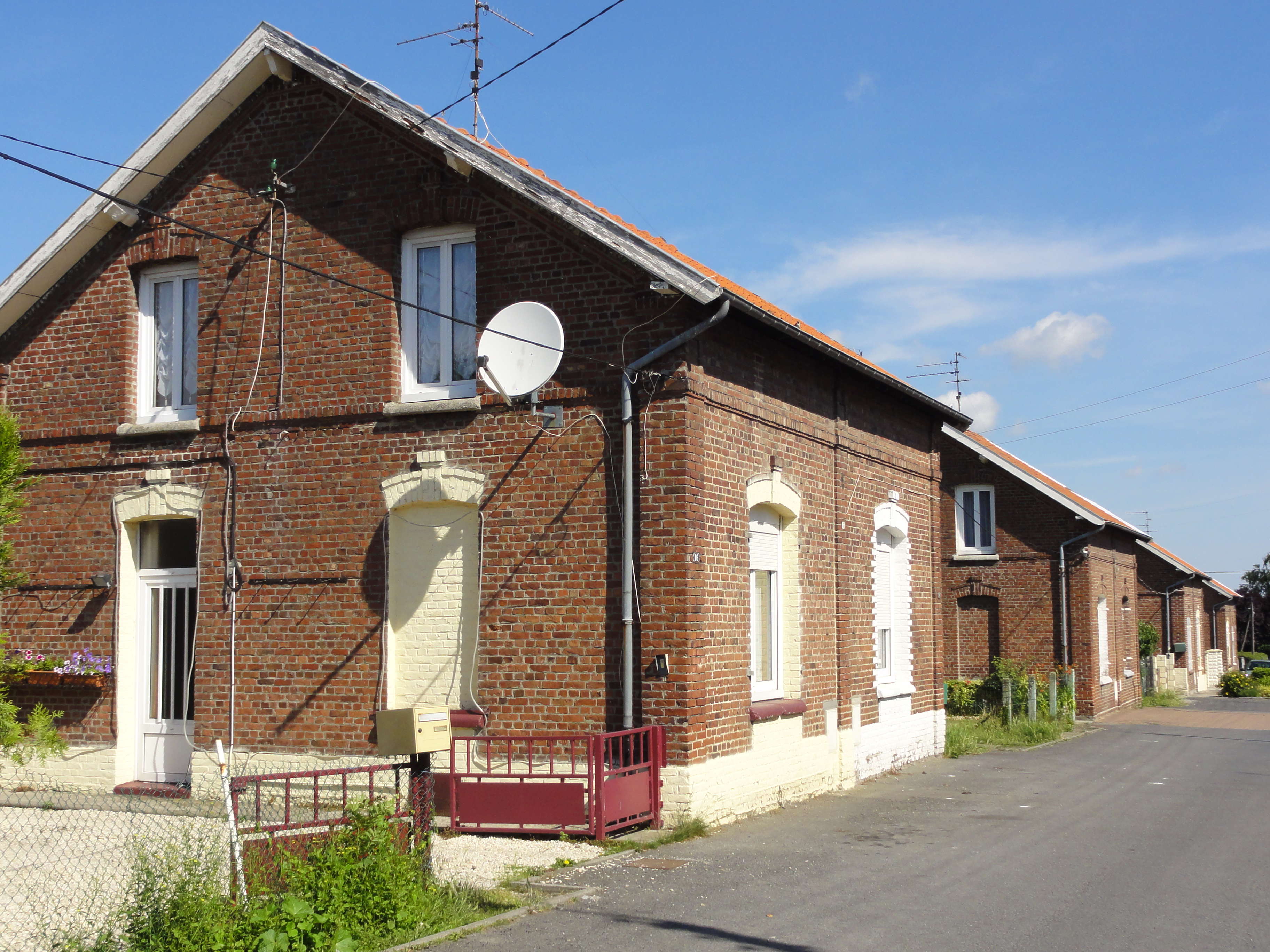
Bergarbeitersiedlung Cité de la Fosse Casimir Périer
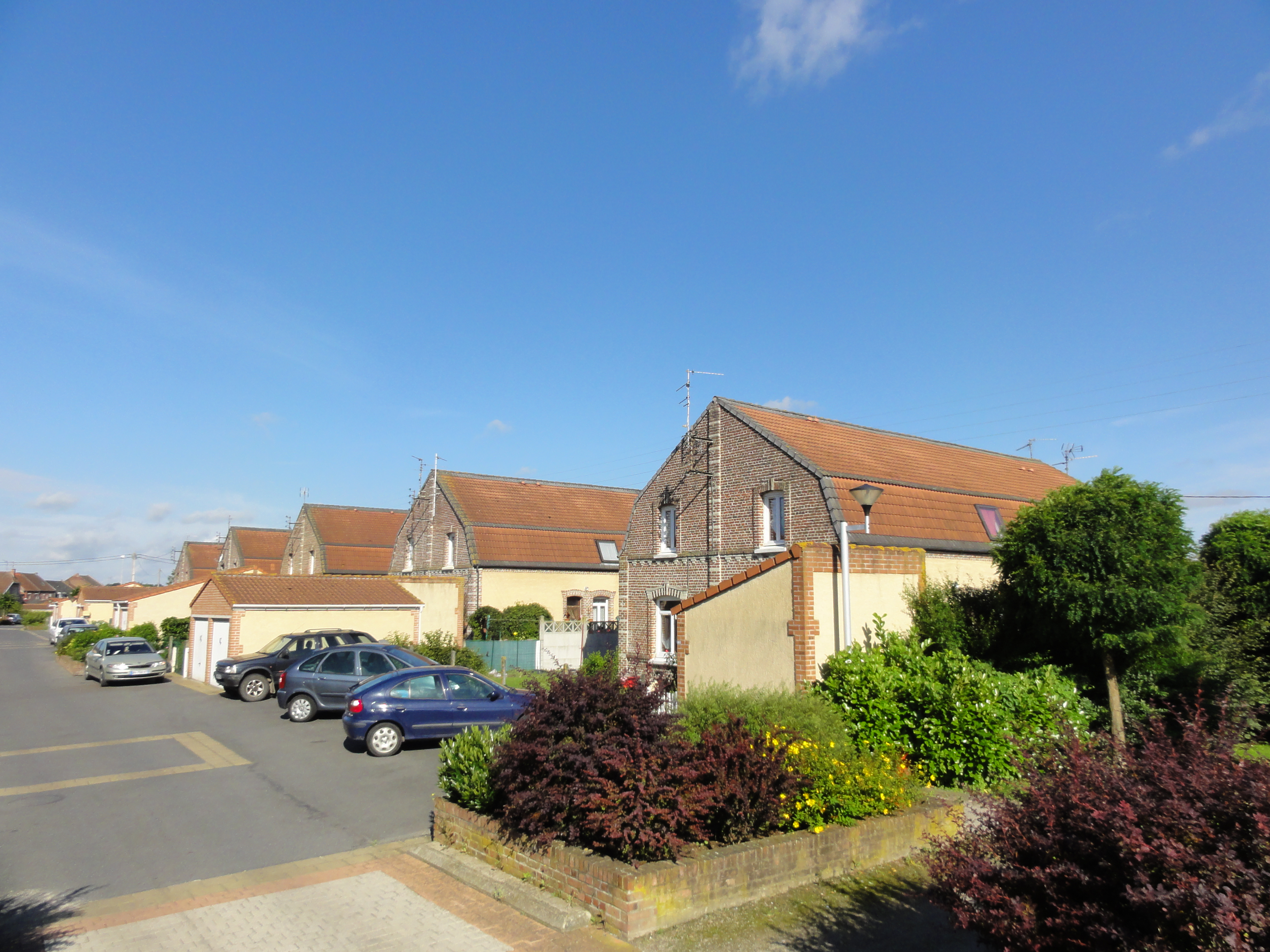
Bergarbeitersiedlung Cité de la Fosse de Sessevalle
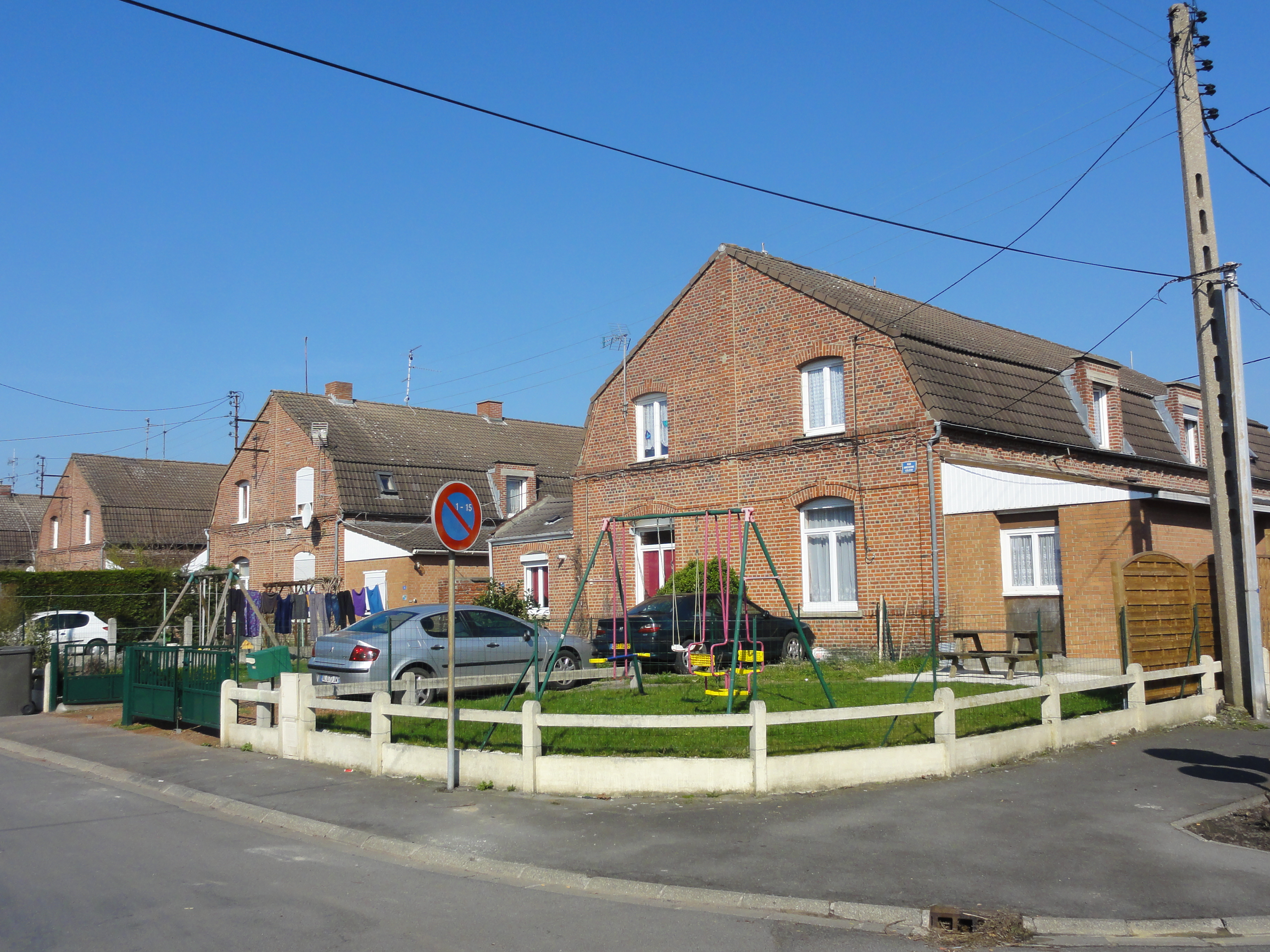
Arbeitersiedlung Cité des usines La Renaissance
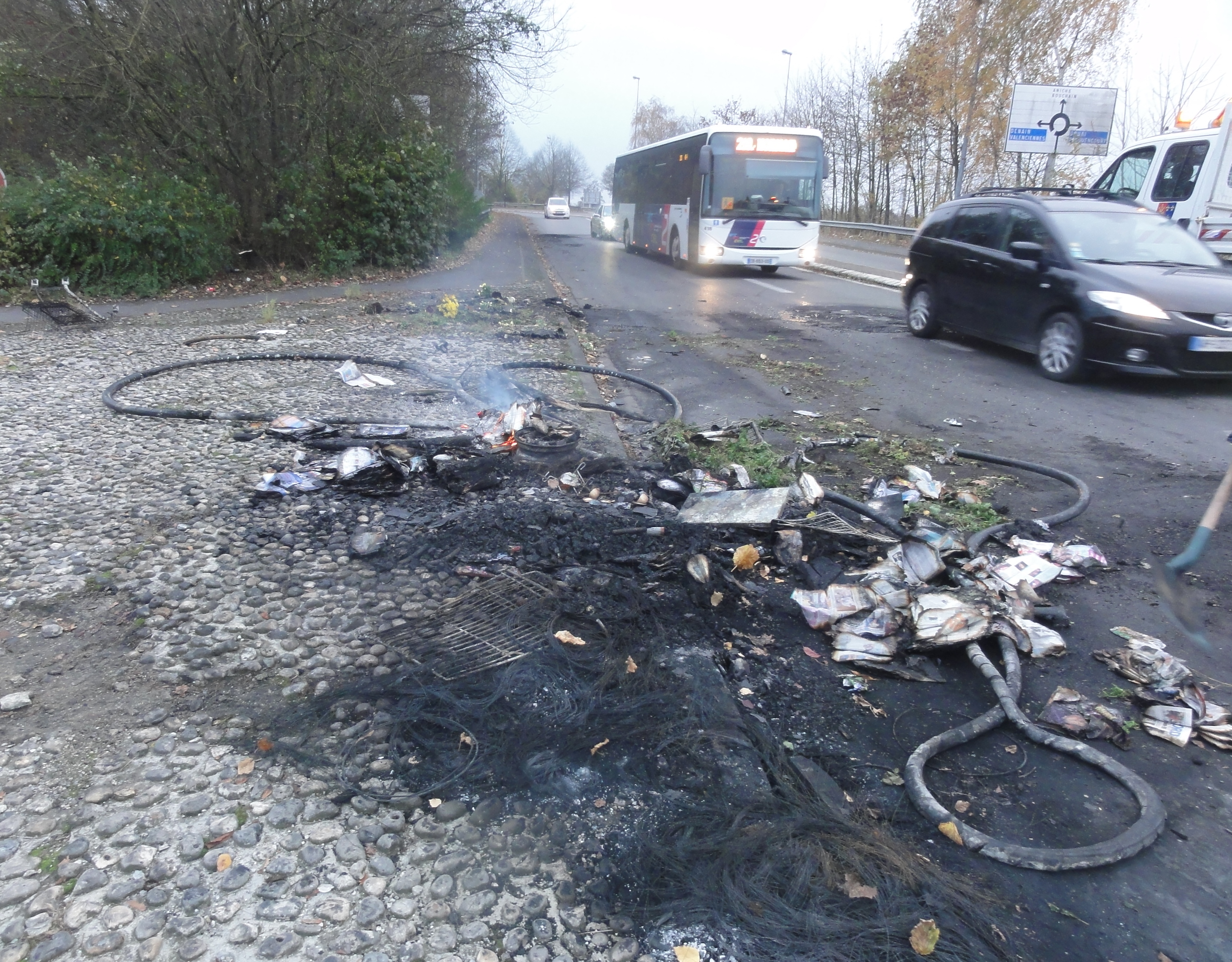
Von Gelbwesten verursachte Schäden in Somain 2018

## Sehenswürdigkeiten
- Kirche Notre-Dame des Orages
- Priorat Beaurepaire
- Kapelle Sainte-Barbe
- zwei Wassertürme

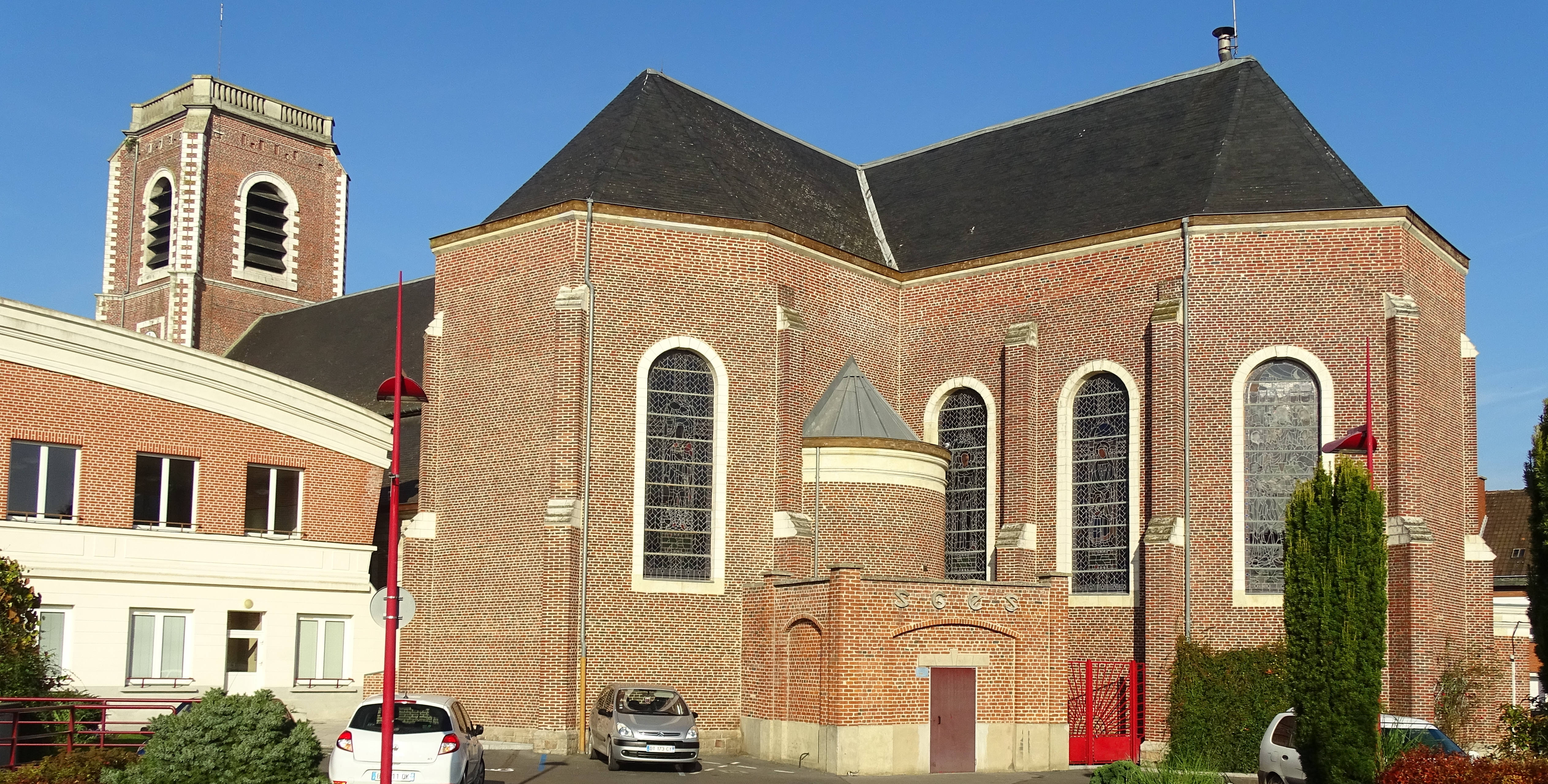
Kirche Saint-Michel
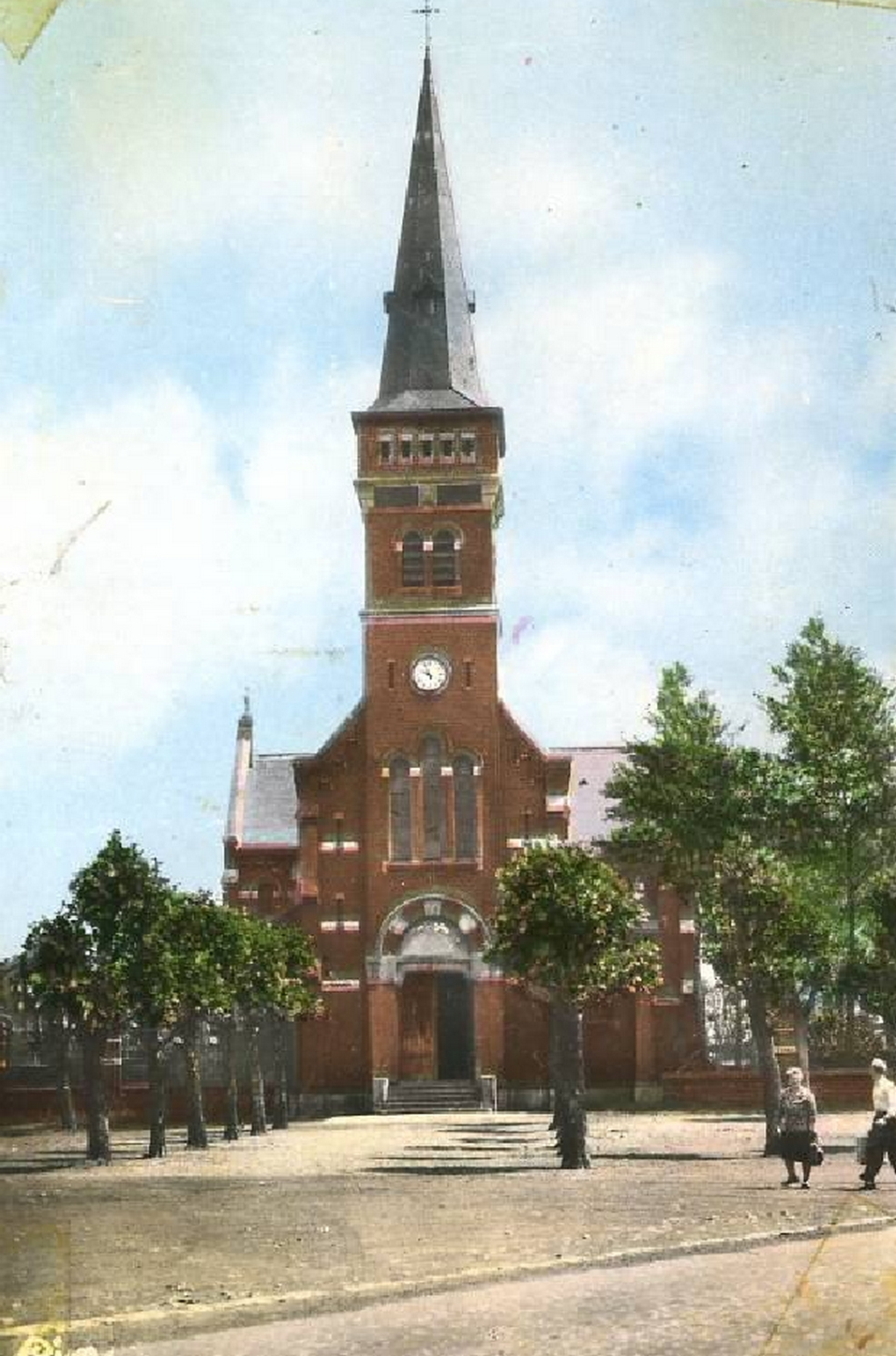
Kirche Notre-Dame des Orages
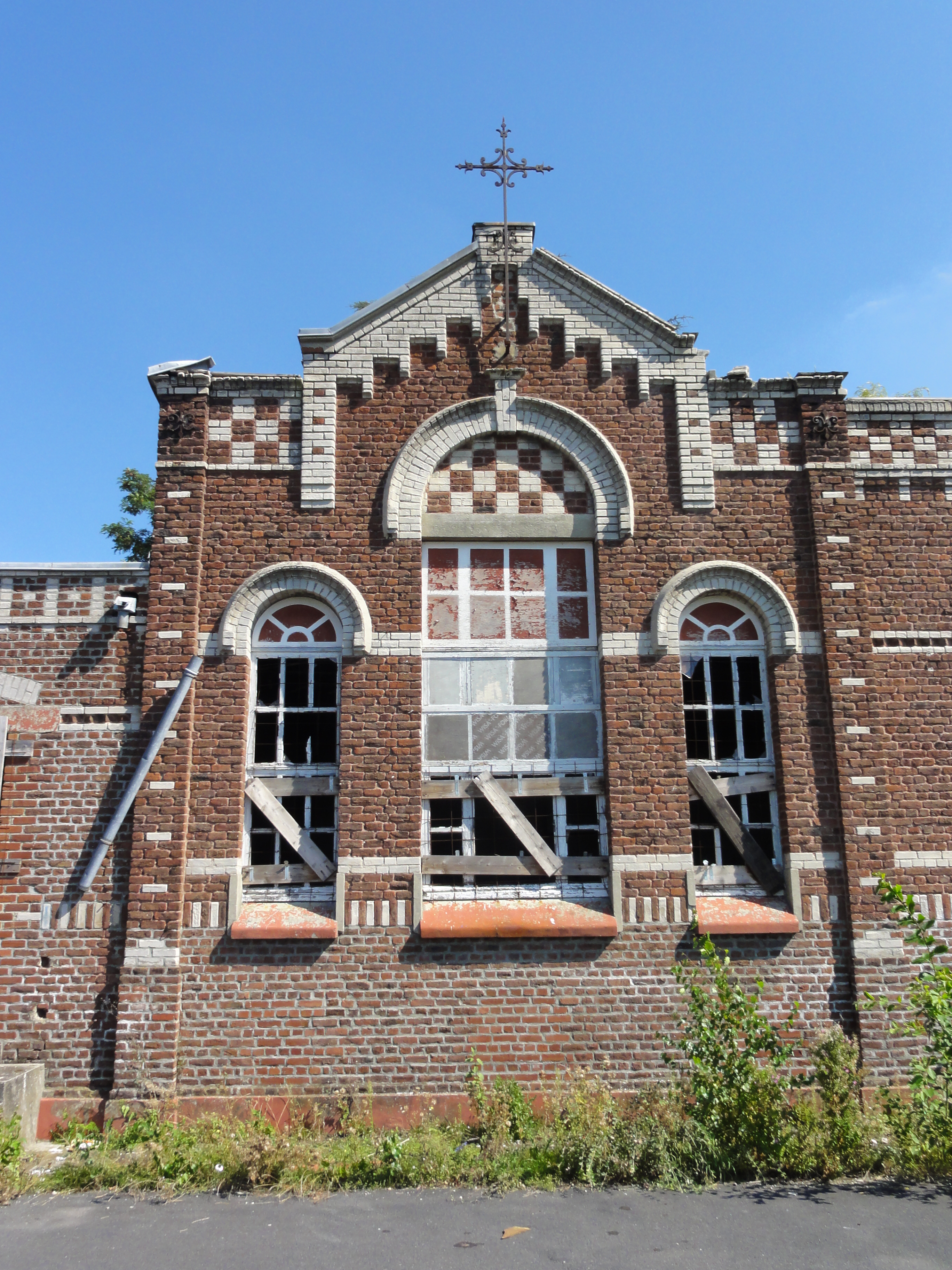
Kapelle Sainte-Barbe
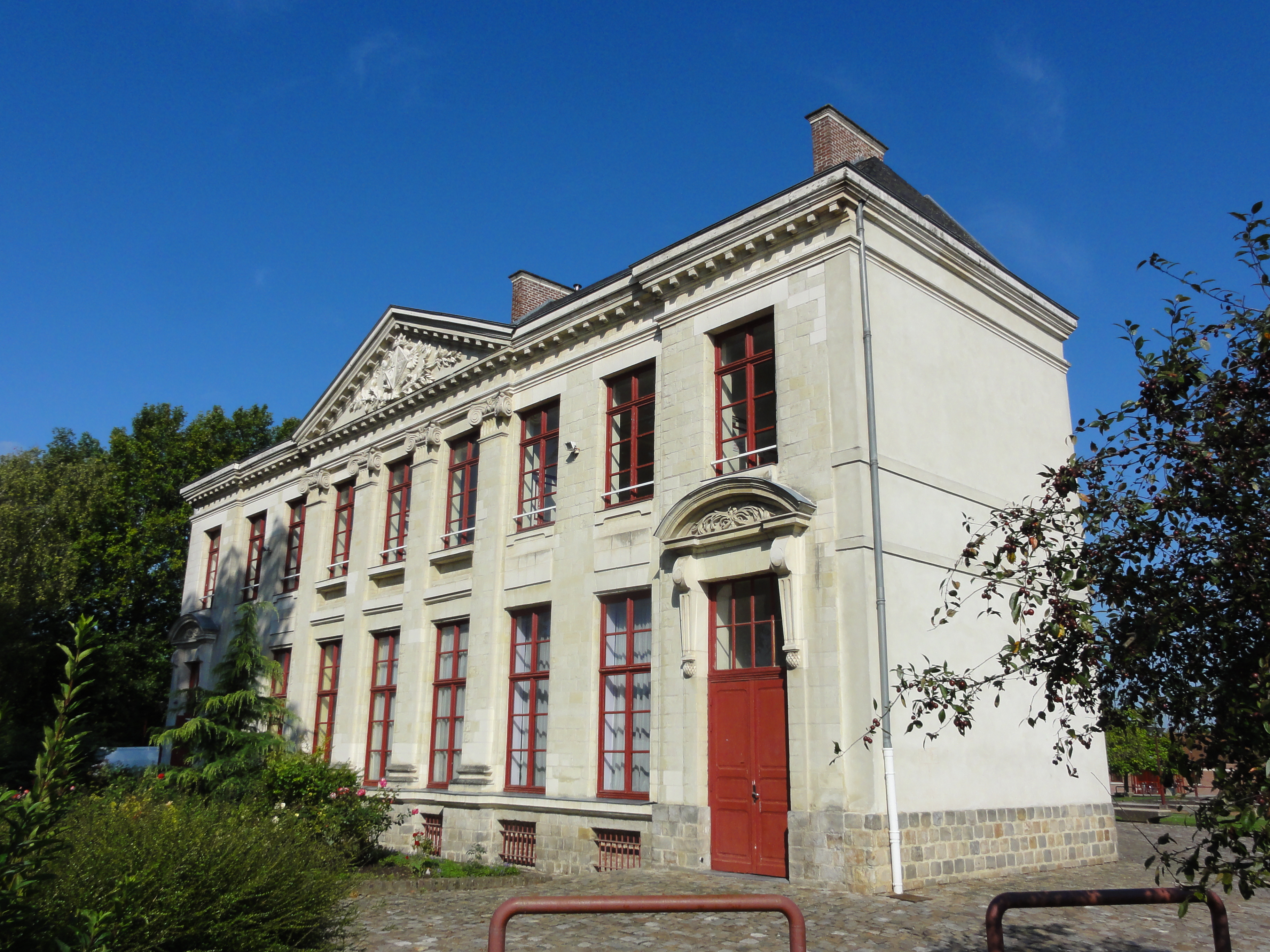
Prieuré de Beaurepaire
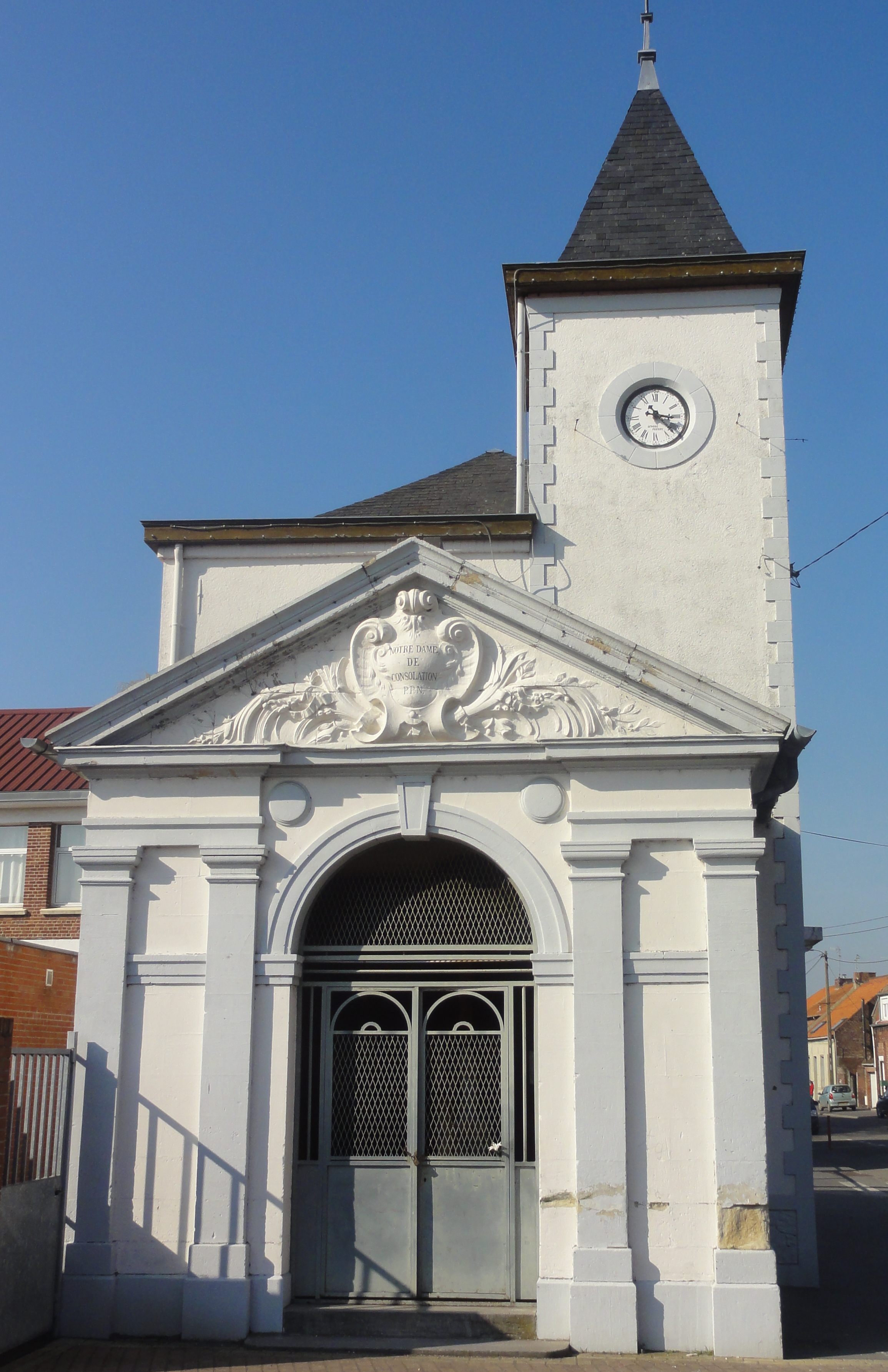
Kapelle Notre-Dame-de-Consolation
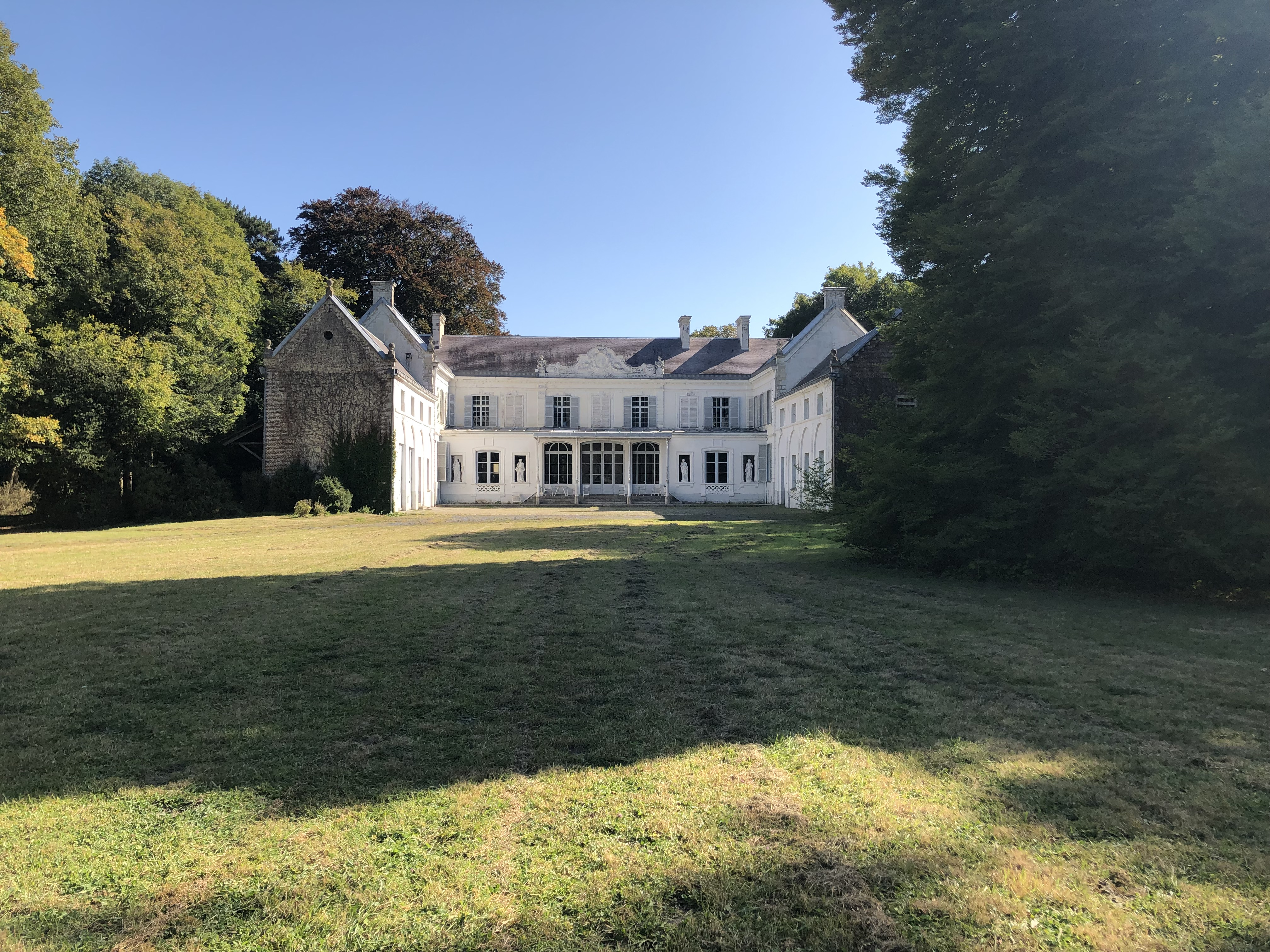
Schloss Villers-Campeau
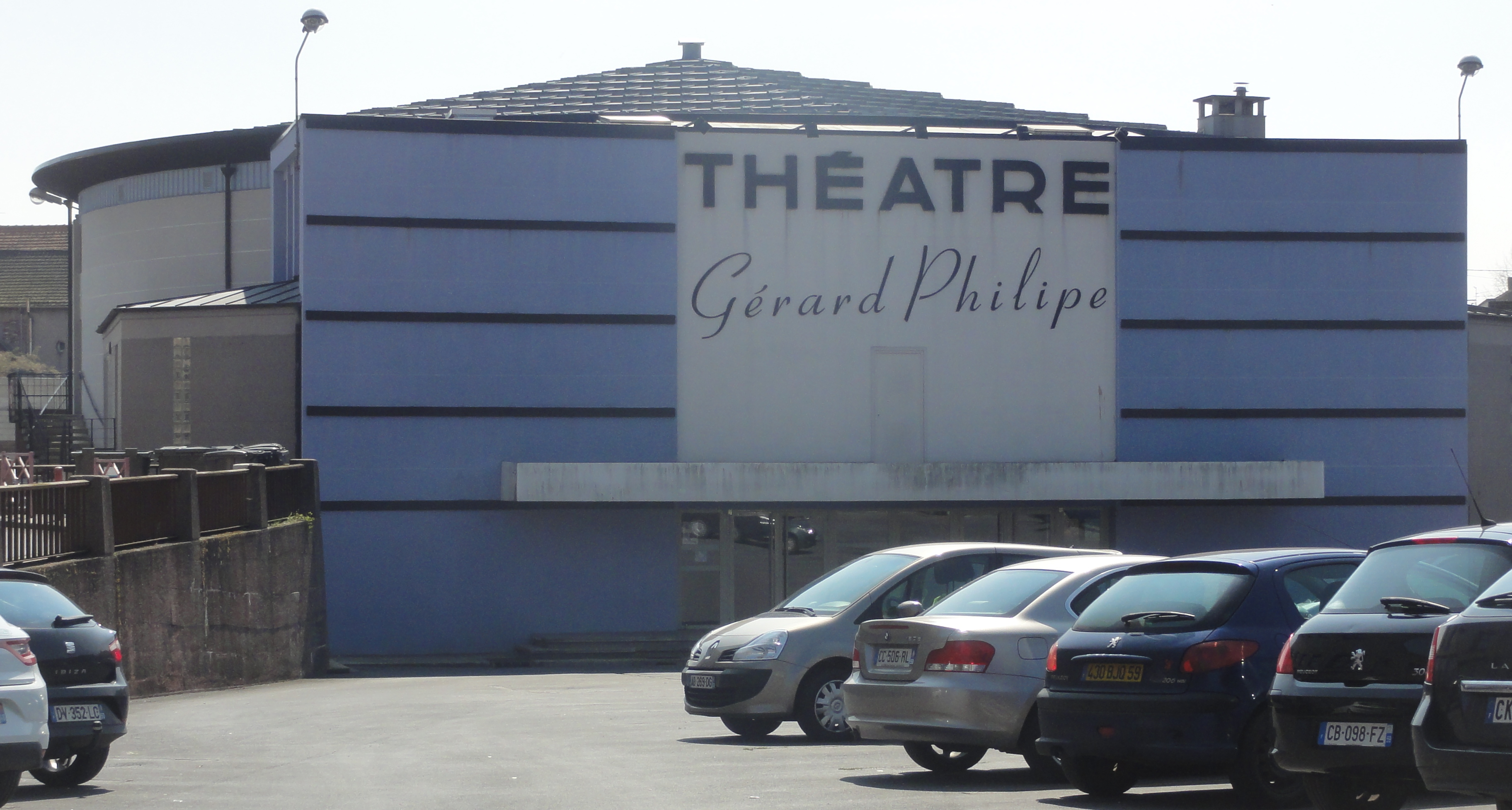
Theater Gérard-Philipe
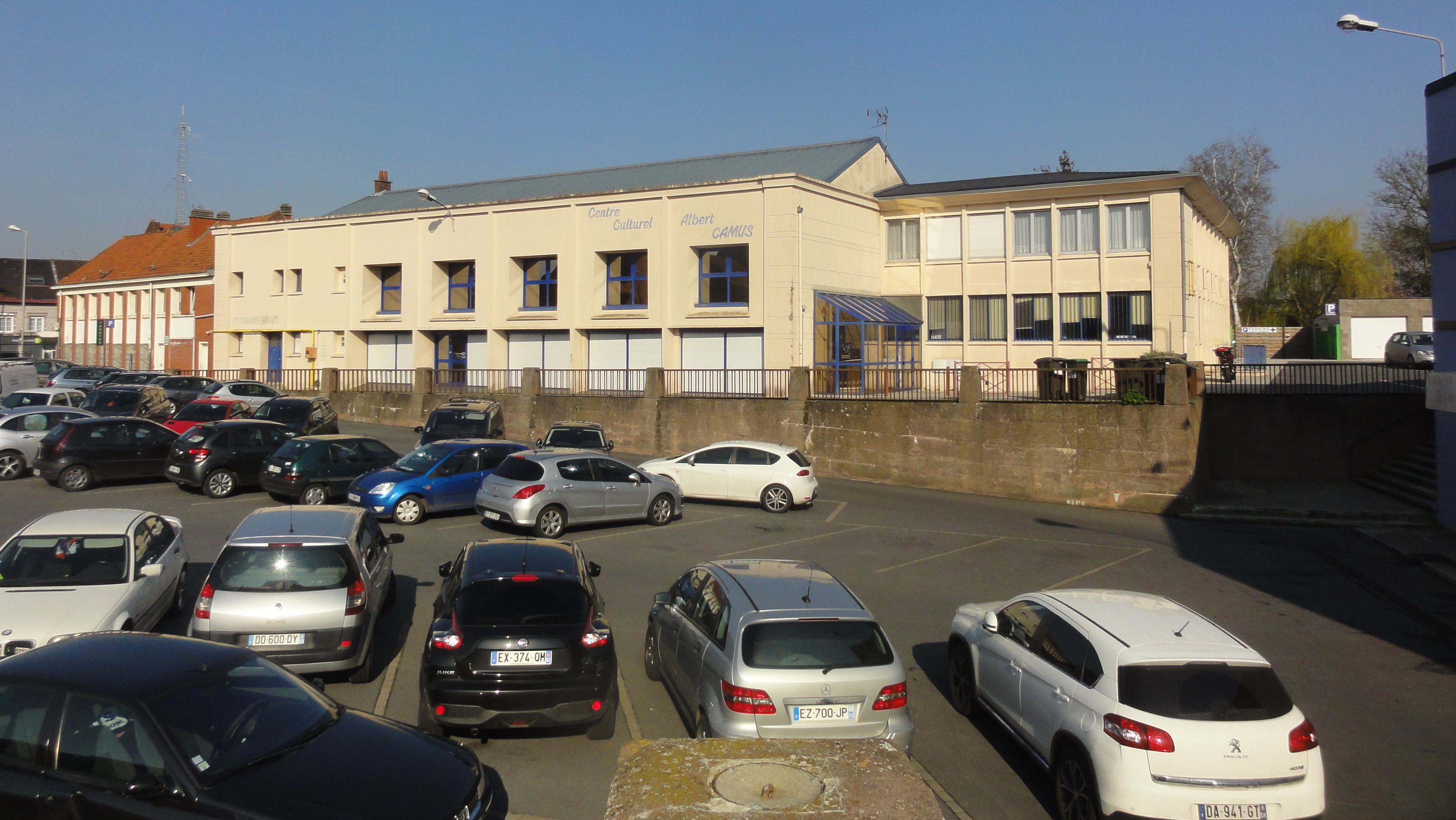
Kulturzentrum Albert Camus
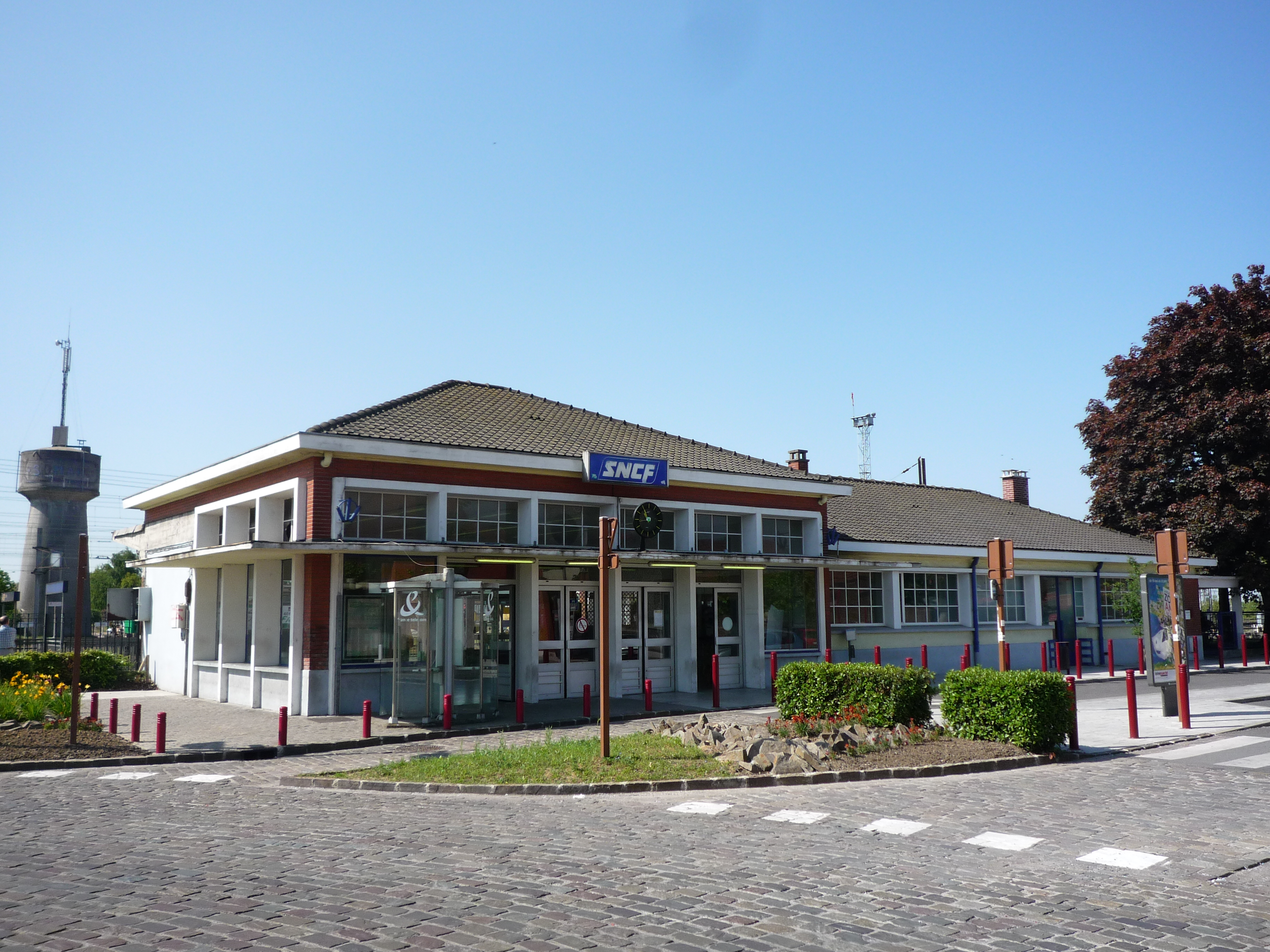
Bahnhof

## Gemeindepartnerschaft
Somain unterhält eine Partnerschaft mit der italienischen Gemeinde Castel del Monte in den Abruzzen.

## Persönlichkeiten
- Valérie Bonneton (* 1970), Schauspielerin
- Michel Sanchez (* 1957), Musiker